# Zbigniew Przybyła
Zbigniew Szczepan Przybyła – polski ekonomista, dr hab. nauk ekonomicznych, profesor nadzwyczajny Katedry Gospodarki Przestrzennej Wydziału Ekonomii, Zarządzania i Turystyki Uniwersytetu Ekonomicznego we Wrocławiu i Kolegium Karkonoskiego w Jeleniej Górze.

## Życiorys
Obronił pracę doktorską, 28 października 1996 habilitował się na podstawie pracy zatytułowanej Problemy współpracy ekonomicznej regionów przygranicznych np. euroregionu Nysa. Został zatrudniony na stanowisku profesora w Katedrze Gospodarki Przestrzennej na Wydziale Gospodarki Regionalnej i Turystyki Akademii Ekonomicznej im. Oskara Langego we Wrocławiu.
Był profesorem nadzwyczajnym w Kolegium Karkonoskiego w Jeleniej Górze i w Katedrze Gospodarki Przestrzennej na Wydziale Ekonomii, Zarządzania i Turystyki Uniwersytetu Ekonomicznego we Wrocławiu.
Był zatrudniony na stanowisku kierownika Katedra Gospodarki Przestrzennej Wydziału Ekonomii, Zarządzania i Turystyki Uniwersytetu Ekonomicznego we Wrocławiu.